# Benslimane
Benslimane (en àrab بن سليمان, Bn Slīmān; en amazic ⴱⴰⵏⵙⵍⵉⵎⴰⵏ) és un municipi de la província de Benslimane, a la regió de Casablanca-Settat, al Marroc. Segons el cens de 2014 tenia una població total de 57.101 persones.

## Geografia
Benslimane està situada a 60 km de Casablanca i de Rabat, i a 100 km de Khouribga.
Important regió forestal del Marroc, Benslimane té un important microclima i té una de les masses forestals més importants del país: 60.000 hectàrees.